# Franziska Müller
Franziska Müller (født 12. marts 1990 i Berlin, Tyskland) er en tysk håndboldspiller, der spiller i HSG Blomberg-Lippe og Tysklands kvindehåndboldlandshold.